# معايير قبول (إدارة مشروعات)

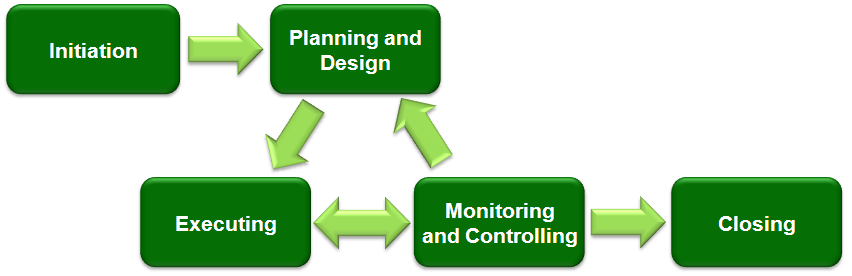
مراحل المشروع

معايير القبول (بالإنجليزية: Acceptance Criteria)‏ في إدارة المشروعات هي تلك المعايير، شاملة متطلبات الأداء والشروط الجوهرية التي يجب الوفاء بها قبل قبول مخرجات تسليم المشروع
، ويعمل هذا الدليل علي توفير الدلائل الارشادية لإدارة المشروعات المستقبلية - فهو يعرف الإدارة للمشروع والمفاهيم المرتبطة بها ويشرح دوره حياة المشروع والعمليات المرتبطة .
هدف الدليل